# Spaniel de campo
El Field Spaniel es una raza de perro, de tamaño mediano, originaria de Inglaterra. Es uno de los spaniels que pueden servir como perros de caza.

## Historia
Es una raza de antiguo linaje, que está emparentada con los Cockers Spaniel, con los que comparte un mismo origen. En 1892 ambas variedades se separaron, convirtiéndose en razas diferentes. 
Fueron los primeros spaniels criados especialmente para exposiciones. De hecho, se desarrollaron en forma coetánea con la entrada en voga de las exhibiciones de perros. Al poco tiempo de su introducción, se transformó en un éxito y rápidamente se convirtió en una raza muy popular. Como la mayoría de los spaniels, comenzó como una raza con un color base y toques de blanco, sin embargo, los criadores buscaron crear un perro de color negro sólido. 
La focalización de los criadores de esta raza en las exhibiciones caninas condujo a la rápida extinción del Field Spaniel original. Los perros fueron cruzados con Sussex Spaniels y Basset Hounds para producir ejemplares de patas cortas y de cuerpo largo, que en consecuencia condujeron a los enormes problemas de salud en estos. Justo cuando los Field Spaniels se convirtieron en la estrella del mundo de las exhibiciones caninas, comenzaron a emerger muchos problemas genéticos.
A punto de llegar a la extinción, los criadores comenzaron a trabajar para restaurar al Field Spaniel a su antigua gloria. Con ese fin, se le cruzó con el Springer Spaniel Inglés, bajo la supervisión del Kennel Club inglés, para aumentar su acervo genético. Aun cuando el Field Spaniel fue restaurado a la normalidad, nunca ha alcanzado el mismo nivel de popularidad que llegó a ostentar y, actualmente, sigue siendo una raza rara. De todos modos, se le considera más a menudo en los círculos de la exhibición, y en el campo, como compañero de caza. 
Las actuales especificaciones de la raza se remontan a 1948, cuando la Field Spaniel Society del Reino Unido fue reformada y se estableció el nuevo estándar para el Field Spaniel.

## Temperamento
Los Field Spaniel, al igual que otros spaniels, son perros de caza, aunque pueden ser buenos animales de compañía. Son perros activos y dóciles, muy apegados a sus amos e incluso pueden ser algo posesivos con ellos. 

## Apariencia

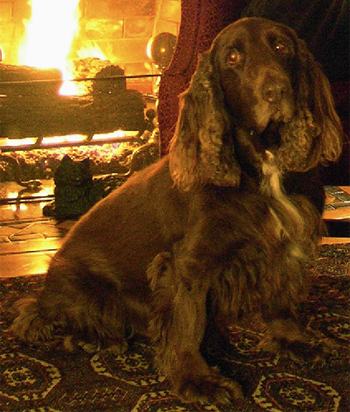
Field Spaniel.

El Field Spaniel es un perro mediano, de pelo sedoso no muy largo y de orejas caídas, que requieren un cuidado regular.
Las hembras tienen una talla aproximada de 43 cm, mientras los machos miden aproximadamente 45 cm. Su peso aproximado varía de 23 a 30 kg (50 a 65 libras).

### Cabeza
- Cráneo: redondeado.
- Hocico: largo y delgado.
- Ojos: redondos y de forma almendrada. De color castaño oscuro.
- Orejas: largas y anchas.

### Cuello
- Largo y musculoso

### Cuerpo
- Espalda: fuerte y musculosa.
- Pecho: tórax profundo.
- Cola: usualmente cortada.

### Miembros anteriores y posteriores
- Extremidades anteriores: rectas, aplanadas y no muy largas.
- Extremidades posteriores: fuertes, musculosas y no muy largas.
- Pies: compactos y redondos.

### Marcha
- Paso largo y pausado.

### Pelo
- De textura sedosa, largo y plano.
- Abundante en el pecho, vientre y en la parte posterior de las extremidades.

### Colores
Negro, hígado (castaño rojizo oscuro) o ruano. Pueden tener algunas tonalidades o marcas de color fuego y en algunos casos blanco.